# جوني توريس
جوني توريس (بالإنجليزية: Johnny Torres)‏ (24 أبريل 1976 في كولومبيا - ) هو لاعب كرة قدم أمريكي في مركز الوسط. شارك مع منتخب الولايات المتحدة الوطني لكرة قدم الصالات. أما مع النوادي، فقد لعب مع شيكاغو فاير وميامي فيوشن ونيو إنجلاند ريفولوشن وMinnesota Thunder ‏ وMilwaukee Wave United ‏ وميلواكي وايف وConnecticut Wolves ‏ وOmaha Vipers ‏.

## وصلات خارجية
- جوني توريس على موقع الدوري الأمريكي (الإنجليزية)
- جوني توريس على موقع قاعدة بيانات كرة القدم.إي يو (الإنجليزية)